# Че (фильм, 2014)
«Че» (перс. چ‎, седьмая буква персидского алфавита) — драматический биографический военный фильм 2014 года режиссёра Ибрахима Хатами Кийа, воспроизводящий последние 48 часов жизни министра обороны постреволюционного Ирана Мустафы Чамрана, посланного аятоллой Хомейни командовать проведением военных операций с 16 по 17 августа 1979 года в Курдистане, осаждённом курдскими силами во время антиправительственного восстания, и рассказывающий также о Асгаре Весали, убитом в Паве остана Керманшах. 
Картина была одобрена министерством культуры и показана в феврале на 32-м Международном кинофестивале Фаджр (Иран) и выиграла награды «Хрустальный Симург» за лучший монтаж, лучшие визуальные эффекты, лучший актер второго плана, лучшие спецэффекты и лучшая звукозапись. После этого фильм стал лидером проката в Иране, затем был показан в Канаде, Малайзии и Великобритании.

## Сюжет
Через шесть месяцев после исламской революции в Иране 1979 года, появились новости, что члены Демократической партии Иранского Курдистана и партии Комала могут организовать восстание и освободить Иранский Курдистан от иранских революционных сил. По приказу аятоллы Хомейни, министр обороны Мустафа Чамран отправляется на место событий для того чтобы очистить область от курдских сил. У него осталось 48 часов.

## В ролях
| Актёр            | Роль                     |
| ---------------- | ------------------------ |
| Фариборз Арабния | Мустафа Чамран           |
| Саид Рад         | генерал Валиулла Фаллахи |
| Бабак Хамидиан   | Асгар Весали             |
| Мерила Зареи     | Ханна                    |
| Мехди Султони    | доктор Энаяти            |
| Исмаил Султаниан | Назиф                    |

## Критика
Многие кинообозреватели на иранских сайтах заметили сходство постеров с картиной Стивена Содерберга «Че».